# Centrocercus
Centrocercus, česky tetřívek, je rod hrabavých ptáků z čeledi bažantovití (Phasianidae) a podčeledi tetřevi (Tetraoninae). Do tohoto rodu se řadí dva druhy, a sice tetřívek malý (Centrocercus minimus) a tetřívek pelyňkový (Centrocercus urophasianus), které žijí v Severní Americe.

## Popis
Kohouti mají vzdušné vaky, špičatá ocasní pera, žluté poušky na hlavě, černou hlavu a šedohnědé tělo. Slepice jsou nenápadně zbarvené. Oba druhy vypadají podobně, ale tetřívek malý je o třetinu menší a kohouti mají delší pera na hlavě, než je tomu u kohoutů tetřívka pelyňkového.

## Taxonomie
Tetřívek malý byl původně považován za konspecifický s tetřívkem pelyňkovým. Vědecky popsán jako samostatný druh byl teprve v roce 2000.

### Seznam druhů
V rámci rodu se rozlišují následující dva druhy:
| Fotografie | Odborný název             | České jméno        | Rozšíření                                                     |
| ---------- | ------------------------- | ------------------ | ------------------------------------------------------------- |
|            | Centrocercus minimus      | tetřívek malý      | Jihozápadní Colorado a jihovýchodní Utah.                     |
|            | Centrocercus urophasianus | tetřívek pelyňkový | Západ Spojených států; v Kanadě jižní Alberta a Saskatchewan. |